# Каулитц, Том
Том Ка́улитц (нем. Tom Kaulitz; род. 1 сентября 1989, Лейпциг, ГДР) — гитарист немецкой группы Tokio Hotel, мультиинструменталист и продюсер. Брат-близнец солиста группы Билла Каулитца.

## Биография
Том Каулитц родился 1 сентября 1989 года в 6:20 в Лейпциге. Том — на 10 минут старше брата-близнеца Билла Каулитца. Когда братьям было семь лет, их родители Йорг Каулитц и Симона Шарлотта Каулитц развелись, семья переехала из Лейпцига в Лойтше, небольшую деревню в пригороде Магдебурга.
Позже их мать познакомилась с Гордоном Трюмпером, местным музыкантом, играющим в рок-группе Future. Именно он принёс в дом гитару и научил играть на ней Тома.
В 2001 году братья совместно с двумя друзьями — Густавом Шефером и Георгом Листингом — основали группу «Devilish», которой впоследствии было дано другое название — Tokio Hotel.
Продюсер группы Дэвид Йост подтвердил сообщения о том, что музыканты и члены их семей, а в частности Том, подвергаются домогательству со стороны агрессивных фанаток. Весной 2009 года Тома спровоцировала 21-летняя девушка из Франции афганского происхождения, потушившая сигарету о лобовое стекло его автомобиля Audi R8 и до этого с тремя подругами преследовала его мать, где позже дошло до рукоприкладства его семьи, и он дал ей пощёчину, после чего она подала на него в суд. По заявлению самой девушки, она всего лишь хотела получить автограф и сделать снимок на память, однако Том опустил стекло и бросил в неё недокуренной сигаретой, которую она и затушила о его же машину. По словам Дэвида Йоста, домогательства — главная причина, по которой семьи музыкантов так часто меняют место жительства.
В октябре 2010 года после того, как сталкеры ворвались в их дом, Том и его брат-близнец Билл переехали в Лос-Анджелес, где на протяжении четырёх лет работали над новым альбомом Kings Of Suburbia, который вышел в октябре 2014 года. Том занялся продюсированием альбомов, выпускаемых группой, а также спродюсировал первый сольный альбом своего брата.

## Личная жизнь
С 2011 года встречался с моделью Риа Зоммерфельд. Однако в сентябре 2016 они разошлись.
С 2017 года Тома не раз видели в обществе немецкой модели иранского происхождения Шермин Шахривар.
С 22 февраля 2018 года состоит в отношениях с немецкой супермоделью Хайди Клум. 24 декабря 2018 Том сделал Хайди предложение. А уже 3 августа 2019 года пара поженилась.